# Kristóf (ellenpápa)
Kristóf (? – 906) néven ülhetett Szent Péter trónjára a 120. pápa. Olyan időszakban került a keresztény egyház élére, amikor Rómát és a pápaválasztásokat a város nemesei kedvük szerint alakították. Kényük-kedvük szerint űztek el a trónról egyházfőket, és neveztek ki másokat helyükre. A felfordulásban ráadásul nem maradt senki, aki megbízható krónikát írt volna az eseményekről. Kristófot többen ellenpápának tartották, és valóban törvénytelenül, választás nélkül töltötte be a pápai hivatalt. De a későbbi korok pápái elismerték Kristóf pontifikátusát, és mára a hivatalos vatikáni dokumentumokban is szerepel.
Rómában született, apját Leónak hívták. A papi pályára állt, ahol évek múltán a 'zent Damasus székesegyház bíborosává szentelték fel. Ekkor került a városi nemesek közelébe, akik befolyásukkal és hatalmukkal rávették, hogy űzze el trónjáról V. Leót. 903 szeptemberében Kristóf a nemesek támogatásával egyszerűen börtönbe záratta elődjét, és önkényesen elfoglalta a pápai trónt. A korabeli források, amelyek Kristóf pontifikátusát mutatják be, gyakran más érdekek szerint íródtak, ezért nem állíthatunk biztosat uralkodásáról. Egyetlenegy olyan cselekedete maradt fenn az utókor számára, amelyet nagy valószínűséggel hitelesnek tekinthetünk. Eszerint ő erősítette meg a franciaországi Corbie apátságának kiváltságait. Egyes dokumentumok azt állítják, hogy Kristóf volt az első egyházfő, aki azt mondta, hogy a Szentlélek az Atyától és a Fiútól származik. Azonban ennek a valóságtartalma már megkérdőjelezhető.
Alig pár hónappal trónra lépése után változtak a római nemesek óhajai, ezért 904 januárjában III. Szergiusz mögé sorakoztak fel, aki elűzte a Lateránból Kristófot, és börtönbe vetette őt, vagy más források szerint kolostorba záratta. Az egyik kortárs történetíró, Eugenius Vulgarius, aki érdekelt volt abban, hogy Szergiusz nevét az utókor számára befeketítse, azt írta, hogy Kristófot rabságában a pápa parancsára megfojtották.